# Isidor Mautner
Isidor Mautner (7. října 1852 Náchod – 13. dubna 1930 Vídeň) byl textilní podnikatel českého židovského původu, který začal pracovat v otcově bavlnářské firmě, v roce 1873 přejmenované na "Isaac Mautner & Sohn" a po otcově smrti skoupil a provozoval s maximální prosperitou několik bavlnářských továren a přádelen, jimiž se stal největším textilním průmyslníkem v Rakousko-Uhersku. V roce 1919 své podniky sloučil v akciovou společnost a podnikání rozšířil na území Saska. Sídlil převážně ve Vídni, kde byl také majitelem zámku Geymüllerschlössel.

## Život a dílo
Isidor Mautner se narodil jako druhé z devíti dětí textilního podnikatele Isaaca Mautnera a jeho manželky Julie, rozené Sulzbach-Rosenfeldové (1823–1907). 
V roce 1867 nastoupil do otcovy textilní firmy. V témže roce otec založil ve Vídni jejich společný obchod s textilním zbožím. Isidor v roce 1873 přestěhoval své sídlo do Vídně, aby zachránil obchodní společnost, která se po krachu vídeňské burzy dostala do potíží. Po úspěšné restrukturalizaci byl 1. ledna 1874 přijat jako rovnocenný společník svého otce do firmy „Isaac Mautner & Sohn“.
Isidor Mautner se 14. března 1876 oženil s Jenny Neumannovou (1856–1938), dcerou bohatého vídeňského obchodníka s hedvábím. V témže roce s přispěním jejího věna zakoupil v Praze od bratrů Perutzových mechanickou tkalcovnu bavlny v severočeském Šumburku nad Desnou. Další mechanická tkalcovna byla postavena roku 1881 v Náchodě. V roce 1893 Mautner zakoupil továrnu na obrábění dřeva v Trattenbachu v Dolním Rakousku, kterou dal v roce 1896 proměnit na třetí mechanickou tkalcovnu své společnosti.
Paralelně se společným podnikem svého otce založil Isidor Mautner v roce 1878 vlastní textilní společnost s titulem „Společnost pro dodávky bavlny a lnu pro armádu c. a k. impéria Mautner & Consorts“ s obchodními pobočkami v Praze, Budapešti a Terstu, a také továrnu na cukrovinky ve Vídni. V roce 1882 otevřel Isidor Mautner v Náchodě se dvěma švagry Benediktovými  „Waerndorfer-Benedikt-Mautner bavlnářský závod“, který od roku 1907 vedl sám.
Další úspěchy Mautner zaznamenal v roce 1894 založením akciové společnosti Maďarského textilního průmyslu poblíž Ružomberku. Byly tam tři tkalcovny, tři přádelny a několik závodů na konečnou úpravu bavlněných tkanin. Isidoru Mautnerovi se prostřednictvím příkladných sociálních institucí podařilo ukončit počáteční fluktuaci pracovních sil, která ohrožovala úspěch firmy. Po založení továrny na tkalcovské stroje Northrop se Ružomberok stal největším průmyslovým komplexem v celé monarchii. 
Po smrti svého otce Isidor Mautner v roce 1905 s pomocí banky  „K. k. priv. Allgemeine Boden-Credit Anstalt“ přeměnil otcovu společnost na akciovou:  „Österreichische Textilwerke AG, dříve Isaac Mautner & Sohn“. S novými finančními možnostmi byla společnost v následujících letech v Čechách systematicky rozšiřována; v roce 1906 byla rozšířena o tkalcovny v Jesenném (tehdy Engenthal) a v Mšenu nad Nisou. V roce 1911 převzal Pickovu tkalcovnu v Náchodě a přádelnu na pražském Smíchově. Isidor Mautner také získal podíly ve dvou přádelnách v Liberci. V témže roce získal také  tkalcovnu s přádelnou a barvírnou v Dlouhé Bialé ve Slezsku. Po získání přádelny bavlny v saském Plavnu byly obě společnosti v roce 1915 sloučeny a vytvořily „Deutsche Textilwerke Mautner AG“ se sídlem v Plavnu.
V roce 1918 vlastnil Mautner 40 závodů, ve kterých pracovalo kolem dvaceti tisíc dělníků. Po rozpadu Rakouska-Uherska prosperita klesala, až k hospodářské krizi v roce 1929. Následujícího roku Mautner zemřel.
Jeho nejstarší syn Stefan (1877–1944) zahynul i s manželkou během holokaustu v koncentračním táboře Auschwitz.